# دیوید ای رو

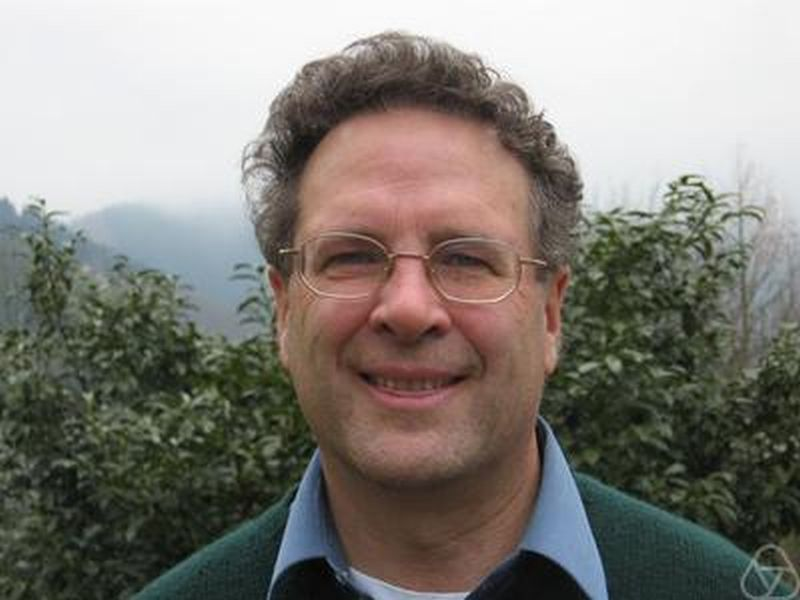
دیوید. ای. رو در سال ۲۰۰۵ میلادی.

دیوید. ای. رو (به انگلیسی: David E. Rowe) (زاده ۱۱ اوت ۱۹۵۰) یک تاریخ‌نگار علم بویژه تاریخ ریاضیات اهل آمریکا است. او دانش‌آموختهٔ ریاضیات و تاریخ علم از دانشگاه اکلاهما و همچنین دانش‌آموختهٔ تاریخ ریاضیات از دانشگاه نیویورک است. رو ویراستار مجلهٔ هیستوریا ماتماتیکا نیز بوده است و از سال ۱۹۹۲ استاد دانشگاه یوهانس گوتنبرگ در ماینتس است.
دیوید رو بیش از همه برای پژوهش‌هایش در زمینهٔ ریاضیات آلمان و ریاضیات در مکتب دانشگاه گوتینگن بویژه فلیکس کلاین و داوید هیلبرت و آلبرت آینشتاین - فضای سیاسی دوران او و پرورش نظریه نسبیت عام و همچنین بحث و جدل‌های پیرامون نظریه نسبیت در آلمان- نامبردار است.

## آثار
- Editor with Robert J. Schulmann: Einstein on Politics – his private thoughts and public stands on nationalism, zionism, war, peace and the bomb, Princeton University Press, 2007.
- with کارن پارشال: The Emergence of the American Mathematical Research Community, 1876–1900. J.J. Sylvester, Felix Klein, and E.H. Moore, AMS/LMS History of Mathematics Series, Vol. 8, Providence: American Mathematical Society, 1994.
- Editor with John McCleary: The History of Modern Mathematics: Ideas and their Reception, Academic Press, Vol.1, 1989 (in vol. 1 by Rowe: Klein, Lie, and the Geometric Background of the Erlangen Program), Vol. 2, 1990
- Klein, Hilbert, and the Göttingen Mathematical Tradition, Osiris, Vol. 5, 1989, pp. 186–213.